# Націоналістична партія Болівії
Націоналістична партія (ісп. Partido Nacionalista) — болівійська реформістська та націоналістична політична партія.

## Історія
Партію було засновано 29 грудня 1926 року президентом Ернандо Сілесом Реєсом та групою молодих інтелектуалів, таких як Августо Сеспедес, Карлос Монтенегро та Енріке Бальдівіесо.
Ернандо Сілес був свого часу одним із засновників Республіканської партії (1914) та Республіканської соціалістичної партії (1921). Він став штучно призначеним наступником президента Баутісти Сааведри, проте відмовився виконувати його вказівки та привів до влади Націоналістичну партію.
Уряд Ернандо Сілеса здійснив прогресивні соціальні реформи. Незважаючи на це, його адміністрація невдовзі зіткнулась із економічними та політичними труднощами, пов'язаними з Великою депресією 1929 року.
У розпал кризи Ернандо Сілес заявив, що має намір залишитись при владі. Це спричинило формування єдиного фронту з опозиційних партій для боротьби з ним. Опозиція здійснила свій крок 27 червня 1930 року. В результаті державного перевороту Сілес Реєс разом зі своєю партією були усунуті від влади.
В результаті перевороту 1930 року Націоналістична партія втратила свою впливовість. Ернандо Сілес решту життя прожив у вигнанні та помер у Лімі 1942 року.